# Zamorano (fromage)
Pour les articles homonymes, voir Zamorano.
Le zamorano, fromage zamorano, ou queso zamorano en espagnol, est un fromage au lait de brebis AOP fabriqué dans la province de Zamora, en Espagne. Ce fromage à pâte dure est consommé en général après 6 mois d'affinage. Au cours de cette phase d'affinage, les fromages sont régulièrement retournés et frottés avec de l'huile d'olive ce qui contribue à donner une couleur foncée à la croûte. On attribue le goût de ce fromage à la race des brebis (churra (en) et brebis castillane), à la météo de la région et au vieillissement en cave,.